# Abu'l-Khayr Khan
Abu'l-Khayr Khan (turkiska/kypchak och persiska: ابو الخیر خان) född omkring 1412, död omkring 1468, även känd som Bulgar Khan, var khan av det uzbekiska khanatet från 1468 till 1468. Han förenade flera asiatiska stammar under sin ledning.

## Biografi
Abu'l-Khayr var ättling till Djingis khan genom Jochis femte son Shiban. Han var också bej av Vita horden, en av de tre mongoliska högsta stammarna som härskade över områdena i Centralasien på 1200-talet och 1300-talet. Vid tiden för Abu'l-Khayrs födelse hade sjajbanider-stammens ulus delats upp i skilda nomadiska grupper, varav en leddes av Jumaduq khan. Abu'l-Khayr tjänstgjorde i Jumaduqs armé och blev tillfångatagen när Jumaduq dödades i strid år 1427.
Efter att ha blivit frisläppt år 1428 började Abu'l-Khayr ena olika nomadiska grupper av sjajbanider-stam i området kring Tiumen och floden Tura. Han avsatte och dödade Kazhy Mohammed, khanen av Sibirkhanatet, efter en strid vid Tobolfloden, varpå Abu'l-Khayr utropades till khan över Västra Sibirien. De kommande fyra åren ägnade han sig åt att stärka sin kontroll över hela regionen.  Abu'l-Khayr khan fick hjälp med sin konsolidering av Manghits, en annan stam i Vita horden, och särskilt av Vaqqāṣ Bej, barnbarn till Edigüs, en mongolisk muslimsk emir i Vita Horden som grundade en ny politisk enhet som kom att bli känd som Nogai-horden.
Under åren 1430–1431 genomförde Abu'l-Khayr tillsammans med Vaqqāṣ en attack på Khwarezm och ockuperade den regionala huvudstaden Urganj.Uzbekerna kunde dock inte hålla staden och retirerade under sommaren 1431. Efter att ha ockuperat Urganj drog sig Abu'l-Khayrs armé tillbaka till stäppen. Nära Astrachan besegrade de två (en?) motstående khan. År 1435–1436 attackerade uzbekarméerna Khwarezm igen, följt av fler år av räder i Astrachan. Från och med 1446 invaderade Abu'l-Khayr och hans styrkor Syr-Darja-regionen och tog kontroll över vissa områden som tidigare varit under Timuridernas kontroll. Staden Sighnaq blev Abu'l-Khayrs nya huvudstad, från vilken han senare genomförde räder mot Mawarannahr (Transoxanien). 
1451 gick Abu'l-Khayr med på att stötta timuriden Abu Sa'id Mirza. Deras två arméer marscherade mot Samarkand där Abdullah Mirza regerade. Under striderna besegrades och dödades Abdullah Mirza, varpå Abu Sa'id snabbt flyttade in sina styrkor i staden och låste portarna men lämnade Abu'l-Khayr och uzbekerna utanför. För att undvika hämnd erbjöd Abu Sa'id mirza uzbekerna många gåvor och rikedomar.  I Samarkand gifte sig Abu Sai'id med dottern till sultanen i Transoxanien, astronomen och astrologen Ulug Beg. Dennes dotter, Rabiya Sultan-Begim, blev moder till Abu'l-Khayrs söner Kuchkunji khan och Suyunchkhodja khan som senare styrde Transoxanien. Rabiya Sultan-Begim dog 1485 och begravdes i Turkestan.
Abu'l-Khayr khan dog 1468 (fast en del källor säger 1469 eller 1470). Efter hans död kontrollerades de två uzbekiska staterna Mawara al-Nahr och Khwarezm av två olika grenar av familjen. Under det första decenniet av 1500-talet lyckades hans sonson Muhammed Shaybani Khan åter förena uzbekerna och etablerade det kortlivade Sjajbanidimperiet, med centrum i Samarkand.